# Episodi di Pound Puppies
Lista episodi di Pound Puppies

## Prima stagione
La prima stagione di Pound Puppies viene trasmessa negli Stati Uniti dal 10 ottobre 2010 al 28 gennaio 2012 su The Hub e in Italia dall'8 ottobre 2012 su Cartoonito.
| N° | Titolo originale               | Titolo italiano                | Prima TV originale | Prima TV Italia |
| -- | ------------------------------ | ------------------------------ | ------------------ | --------------- |
| 1  | The Yipper Caper               | Yipper, il randagio            | 10 ottobre 2010    | 8 ottobre 2012  |
| 2  | Nightmare on Pound Street      | Un cane da incubo              | 29 ottobre 2010    |                 |
| 3  | Rebound                        | Rebound                        | 5 novembre 2010    |                 |
| 4  | The General                    | Il generale                    | 19 novembre 2010   |                 |
| 5  | The Prince and the Pupper      | Il ricco e il povero           | 3 dicembre 2010    |                 |
| 6  | Catcalls                       | Gatti contro cani              | 17 dicembre 2010   |                 |
| 7  | King of the Heap               | Il re Elvis                    | 24 dicembre 2010   |                 |
| 8  | My Fair Rebound                | La mostra canina               | 13 agosto 2011     |                 |
| 9  | Quintuplets                    | Il quintetto                   | 13 agosto 2011     |                 |
| 10 | Dog on a Wire                  | Strudel diventa una star       | 20 agosto 2011     |                 |
| 11 | Homeward Pound                 | Canile dolce canile            | 27 agosto 2011     |                 |
| 12 | Rebel Without a Collar         | Feng il coyote                 | 10 settembre 2011  |                 |
| 13 | Taboo                          | Tabù                           | 1º ottobre 2011    |                 |
| 14 | Toyoshiko! Bark Friend Machine | Il robot amico che abbaia      | 8 ottobre 2011     |                 |
| 15 | Zoltron                        | Zoltron                        | 15 ottobre 2011    |                 |
| 16 | The Really Weird Dog           | Un cane molto strano           | 22 ottobre 2011    |                 |
| 17 | Bone Voyage                    | Buon viaggio                   | 12 novembre 2011   |                 |
| 18 | Snow Problem                   | Il cane da slitta              | 19 novembre 2011   |                 |
| 19 | The K9 Kid                     | Pepper, futuro cane poliziotto | 26 novembre 2011   |                 |
| 20 | The Call of the Squirreldog    | La storia di Mr. Nut-Nut       | 3 dicembre 2011    |                 |
| 21 | I Never Barked for My Father   | Slick, il padre di Lucky       | 10 dicembre 2011   |                 |
| 22 | McLeish Unleashed              | McLeish, la bestia             | 17 dicembre 2011   |                 |
| 23 | Olaf in Love                   | Olaf innamorato                | 7 gennaio 2012     |                 |
| 24 | Kennel Kittens Return          | Istinto materno                | 14 gennaio 2012    |                 |
| 25 | Mutternal Instincts            | I Kennel Kitten                | 21 gennaio 2012    |                 |
| 26 | Lucky Gets Adopted             | Lucky viene adottato           | 28 gennaio 2012    |                 |

## Seconda stagione
La seconda stagione di Pound Puppies viene trasmessa in Canada dal 2 giugno al 1º dicembre 2012 su The Hub e in Italia sempre su Cartoonito dal 2 settembre 2013.
| N° | Titolo originale                   | Titolo italiano                     | Prima TV originale | Prima TV Italia  |
| -- | ---------------------------------- | ----------------------------------- | ------------------ | ---------------- |
| 1  | Zipper the Zoomit Dog              | Zipper, il cane recupera frisbee    | 2 giugno 2012      | 2 settembre 2013 |
| 2  | The Fraud Princess                 | Una principessa fasulla             | 9 giugno 2012      |                  |
| 3  | The Super Secret Pup Club          | Il club super segreto dei cuccioli  | 16 giugno 2012     |                  |
| 4  | Barlow                             | Barlow                              | 23 giugno 2012     |                  |
| 5  | There's Something About Camelia    | Il segreto di Camelia               | 30 giugno 2012     |                  |
| 6  | Good Dog, McLeish!                 | Bravo cagnolino, McLeish            | 7 luglio 2012      |                  |
| 7  | The Ruff Ruff Bunch                | Il Ruff Ruff Club                   | 14 luglio 2012     |                  |
| 8  | Salty                              | Salty                               | 21 luglio 2012     |                  |
| 9  | Squawk                             | Il pappagallo                       | 28 luglio 2012     |                  |
| 10 | The Accidental Pup Star            | Pop star per caso                   | 25 agosto 2012     |                  |
| 11 | No Dogs Allowed                    | Vietato l'accesso ai cani           | 1º settembre 2012  |                  |
| 12 | I Heard the Barks on Christmas Eve | È arrivata la cicogna               | 24 novembre 2012   |                  |
| 13 | Pound Preemies                     | Il miracolo della vigilia di Natale | 1º dicembre 2012   |                  |

## Terza stagione
La terza stagione di Pound Puppies è stata infine trasmessa su The Hub dal 1º giugno al 16 novembre 2013 e in Italia è stata inizialmente trasmessa su Boomerang dal 1º settembre 2014 e nuovamente su Cartoonito dal 7 gennaio 2015.
| N° | Titolo originale                 | Titolo italiano              | Prima TV originale | Prima TV Italia   |
| -- | -------------------------------- | ---------------------------- | ------------------ | ----------------- |
| 1  | Working K-9 to 5                 | Missione detective           | 1º giugno 2013     | 1º settembre 2014 |
| 2  | Cuddle Up Buttercup              | Una cagnolina vivace         | 1º giugno 2013     |                   |
| 3  | The Pups Who Loved Me            | I cuccioli che mi ammiravano | 8 giugno 2013      |                   |
| 4  | Fright at the Museum             | Paura al museo               | 15 giugno 2013     |                   |
| 5  | Puddles the Problem Pup          | Il problema di Puddles       | 23 giugno 2013     |                   |
| 6  | It's Elementary My Dear Pup Club | Il club dei cuccioli         | 29 giugno 2013     |                   |
| 7  | Hot Dawg!                        | L'arma della seduzione       | 6 luglio 2013      |                   |
| 8  | I'm Ready for my Close Pup       | Ciak si gira                 | 13 luglio 2013     |                   |
| 9  | When Niblet Met Giblet           | Niblet ti presento Giblet    | 20 luglio 2013     |                   |
| 10 | Once a Ralph, Always a Ralph     | L'incorreggibile Ralph       | 27 luglio 2013     |                   |
| 11 | Hello Kitten                     | Una casa per Spoons          | 3 agosto 2013      |                   |
| 12 | Beauty is Only Fur Deep          | La bellezza non è tutto      | 10 agosto 2013     |                   |
| 13 | The Watchdogs                    | I cani da guardia            | 17 agosto 2013     |                   |
| 14 | Hail to the Chief                | Chief va alla Casa Bianca    | 17 agosto 2013     |                   |
| 15 | All Bark and Little Bite         | Tutto fumo e niente arrosto  | 24 agosto 2013     |                   |
| 16 | Lucky the Dunce                  | Lucky Tontolone              | 31 agosto 2013     |                   |
| 17 | Back in Action                   | Di nuovo in azione           | 7 settembre 2013   |                   |
| 18 | The Truth Is in Hear             | Voci misteriose              | 14 settembre 2013  |                   |
| 19 | No More S'mores                  | Un cucciolo pauroso          | 21 settembre 2013  |                   |
| 20 | Doubles Trouble                  | In due si litiga meglio      | 28 settembre 2013  |                   |
| 21 | Little Monster                   | Il mostriciattolo            | 5 ottobre 2013     |                   |
| 22 | Rebound's First Symphony         | Un insolito duo              | 12 ottobre 2013    |                   |
| 23 | Lord of the Fleas                | Un cane indipendente         | 19 ottobre 2013    |                   |
| 24 | The Road to Empawerment          | Tre cuccioli speciali        | 26 ottobre 2013    |                   |
| 25 | The Pupple's Court               | Lucky sotto processo         | 9 novembre 2013    |                   |
| 26 | Lucky Has to Move                | Il trasferimento di Lucky    | 16 novembre 2013   |                   |